# Kabinett Maier II (Württemberg-Baden)
Das Kabinett Maier II bildete vom 16. Dezember 1946 bis 5. Dezember 1950 die Landesregierung von Württemberg-Baden. 
| Amt                                        | Name                                                                  | Partei | Partei    |
| ------------------------------------------ | --------------------------------------------------------------------- | ------ | --------- |
| Ministerpräsident                          | Reinhold Maier                                                        |        | DVP       |
| Stellvertreter des Ministerpräsidenten     | Fritz Ulrich bis 26. Mai 1949                                         |        | SPD       |
| Stellvertreter des Ministerpräsidenten     | Josef Beyerle                                                         |        | CDU       |
| Inneres                                    | Fritz Ulrich                                                          |        | SPD       |
| Justiz                                     | Josef Beyerle                                                         |        | CDU       |
| Kultus und Unterricht                      | Wilhelm Simpfendörfer bis April 1947                                  |        | CDU       |
| Kultus und Unterricht                      | Theodor Bäuerle ab 21. August 1947                                    |        | parteilos |
| Finanzen                                   | Reinhold Maier (geschäftsführend) Edmund Kaufmann ab 24. Februar 1949 |        | DVP       |
| Wirtschaft                                 | Hermann Veit                                                          |        | SPD       |
| Arbeit                                     | Rudolf Kohl bis 27. Juli 1948                                         |        | KPD       |
| Arbeit                                     | David Stetter (geschäftsführend) ab 27. Juli 1948                     |        | SPD       |
| Ernährung und Landwirtschaft               | Heinrich Stooß                                                        |        | CDU       |
| Verkehr                                    | Otto Steinmayer                                                       |        | SPD       |
| Politische Befreiung (bis 3. Oktober 1949) | Gottlob Kamm bis 3. Februar 1948                                      |        | SPD       |
| Politische Befreiung (bis 3. Oktober 1949) | Walther Koransky geschäftsführend                                     |        | parteilos |